# مرغابی خال‌ریز
مرغابی خال‌ریز یا اردک کک‌مکی (نام علمی: Stictonetta naevosa) نام یک گونه از تیره مرغابیان است.

## واژه‌شناسی
واژۀ انگلیسی Freckled به معنی کک‌ومک و خال‌های ریز قهوه‌ای در صورت است.